# Sant Jordi i el Drac (Estocolm)
Sant Jordi i el Drac (Sankt Göran och Draken, en suec) és una escultura medieval d'estil gòtic que es troba a la catedral d'Estocolm, Suècia. Va ser un encàrrec de Sten Sture el Vell per a celebrar la victòria contra els danesos i que havia de ser el seu monument funerari. L'obra, feta en fusta i altres materials, a escala real, ha estat atribuïda a Bernt Notke i representa la llegenda de Sant Jordi i el Drac.

## Autor
Al voltant de 1900, Johnny Roosval va atribuir l'obra a Bernt Notke de Lübeck. L'atribució es basava en els vincles documentats amb Sten Sture el Vell pels quals va romandre a residir a Estocolm i va ser nomenat sots-mestre de la casa de la Moneda d'Estocolm el 1491, un càrrec que s'ha interpretat com un reconeixement per la seva gran obra. També hi ha una carta de 1506 signada per Henrik Wilsing on manifestava que ell mateix "va ajudar a construir el Sant Jordi i el Drac". Wilsing també havia estat ajudant de Notke, per la qual cosa es va deduir la seva autoria.
No hi ha certesa, però, si es considera que la utilització de materials locals per a la seva construcció, situaria l'autor residint a Estocolm. En el cas de Notke, se sap que va estar a Estocolm el 1484, però tornava a estar a Lübeck el 1486-1487. Durant el període de construcció entre 1487 i el nomenament esmentat de 1491, no hi ha documentació relativa a Notke.
Recentment, experts d'art medievalistes l'han qüestionat, com Peter Tångeberg que el 2009 va afirmar que l'obra tindria el seu origen a Borgonya i dubtava de l'autoria de Notke. Per la seva banda, Jan Svanberg va realitzar un treball el 2011 on desestimava aquestes teories.

## Història
Sten Sture el Vell va ordenar el 1489 aquesta escultura per a la catedral, probablement per celebrar la seva victòria sobre el rei Cristià I de Dinamarca a la batalla de Brunkeberg el 1471 i que va impedir que conquerís Estocolm. L'escultura s'inspira en la llegenda de Sant Jordi i el drac, un motiu pictòric que va ser àmpliament utilitzat a l'edat mitjana. Va ser el primer monument eqüestre important del nord d'Europa.
El finançament de l'obra va anar a càrrec de Sten Sture el Vell i la seva dona Ingeborg Akesdotter Tott, així com altres ciutadans d'Estocolm. El seu costa va superar els 4.000 marcs, una xifra considerable per l'època.
L'obra va ser inaugurada l'1 de gener de 1490 amb la consagració del nunci papal Antonius Mast qui havia anat a predicar a Suècia i a fer campanya per a obtenir suports dels estats europeus a la, finalment no realitzada, croada del papa Innocenci VIII contra els turcs. Portava tres petits reliquiaris regal del Papa que es van col·locar en un drap vermell dins l'armadura de sant Jordi. Segons la tradició, contenien les relíquies de Sant Jordi i d'altres dos sants. Les relíquies van ser col·locades a l'interior de l'armadura de Sant Jordi.
Després de molts anys d'oblit, van ser descobertes el febrer de 1880 per l'escriptor August Strindberg quan era alumne de la Biblioteca Reial d'Estocolm.
L'obra ja apareixia esmentada a les cròniques de l'historiador suec Johannes Messenius (1579-1636) i era la preferida del rei Gustau II Adolf.
El mateix Johannes Messenius va recollir la connexió entre la victòria dels separatistes suecs sobre els danesos a Brunkeberg amb la donació del regent Sten Sture.
També es recollien llegendes que explicaven la vinculació del sant amb la batalla, com la que afirmava que els soldats de Sten van entrar en combat cantant la balada de sant Jordi (Örjansvisan) i que el mateix sant va participar en favor del regent suec.
La visió de la victòria que tenia Sten Sture el Vell el situava a ell com a protector (Sant Jordi) d'una indefensa princesa (Estocolm) davant del terrible drac (el rei danès). Aconseguia, a més, establir una vinculació permanent de Sant Jordi com a símbol d'unitat nacional.
Sembla que inicialment va estar situada a la capella de Sant Jordi de la catedral fins al 1528. Des de llavors es va situar a altres ubicacions i, fins i tot, va estar al Reial Museu d'Història.
El 1699-1700 es va realitzar una restauració que li va restar brillantor, ja que va perdre part del daurat original.

## Estructura
El grup escultòric d'estil gòtic està format per dos peces separades: Sant Jordi amb el Drac i l'escultura de la Princesa amb un anyell.
La peça principal la formen una escultura, a mida real, de Sant Jordi a cavall situat sobre el drac. Aquestes figures estan ubicades sobre una base o pedestal amb panells escultòrics que narren la vida del sant guerrer. Aquesta base havia estat pensada per a ubicar la tomba de Sten Sture el Vell i la seva esposa, principals comitents de l'obra, si bé finalment no va tenir aquesta funció.

L'autor va tallar en fusta de roure un cavaller amb armadura completa, muntat en un cavall, en lluita contra un drac espectacular equipat amb ales de ratpenat, banyes i dents. En aquest treball, s'abandona la personalitat i la individualitat -de fet, la humanitat- en favor de les velles convencions de símbols, l'esplendor i el mestratge tècnic -tan diferents del Sant Jordi que Donatello havia creat més de cinquanta anys abans. Un heroi en virtut del seu caràcter, voluntat, i personalitat, el Sant Jordi de Donatello va ser un esser humà primer i un sant després. En les mans de Notke, el sant va esdevenir una excusa per tallar una vestimenta bigarrat i una composició complexa de figures per demostrar les seves habilitats tècniques.

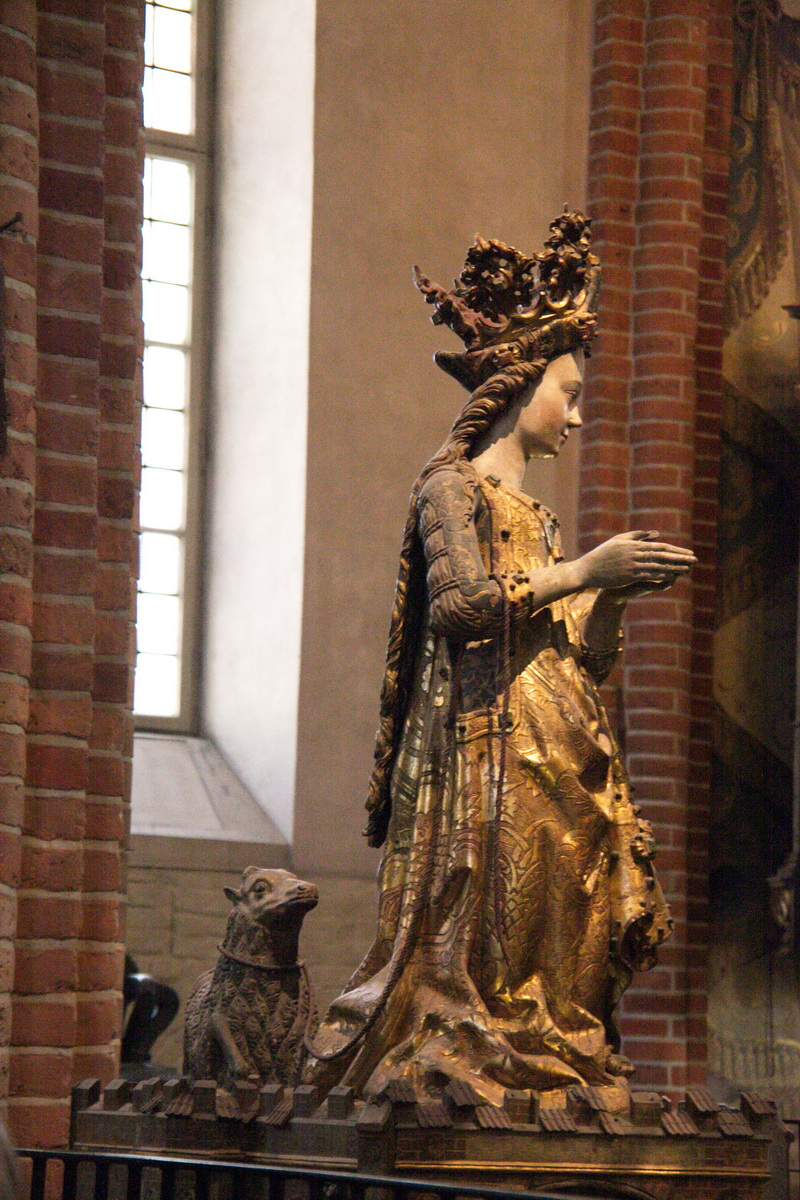
Princesa del conjunt escultòric de Sant Jordi i el Drac

És un treball que recupera de forma exuberant els contes de fades i les llegendes de cavallers tan esteses a l'edat mitjana i que s'esvaïen a finals del segle xv per la influència de la burgesa vida urbana, el mercantilisme i l'humanisme que venia a substituir el feudalisme.
Es poden observar nombroses escuts d'armes de les famílies que formaven part del Consell d'Estat de l'antiga unió entre Dinamarca, Suècia i Noruega.
L'arnès del cavall mostra tres fulles de lliri, que apareixen a l'escut d'armes de Sture, i inclou una falsa banya d'unicorn, un animal que, segons la mitologia, no es pot caçar per la força, però si per la seducció d'una verge.
L'escultura està feta en roure i les figures estan buides, probablement per evitar les esquerdes. També s'hi incorporen altres materials com cuir, ceràmica i ferro.
La figura exempta de la princesa, mostra una figura femenina amb aspecte de verge borgonyesa amb vestit i joies segons el gust contemporani de la noblesa. Es considera que la model va ser Ingeborg Åkesdotter, la dona de Sten Sture.

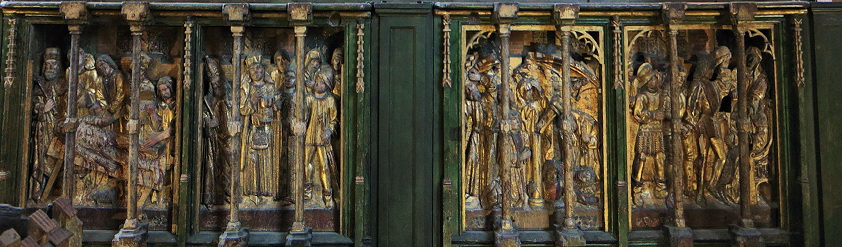
Panells laterals
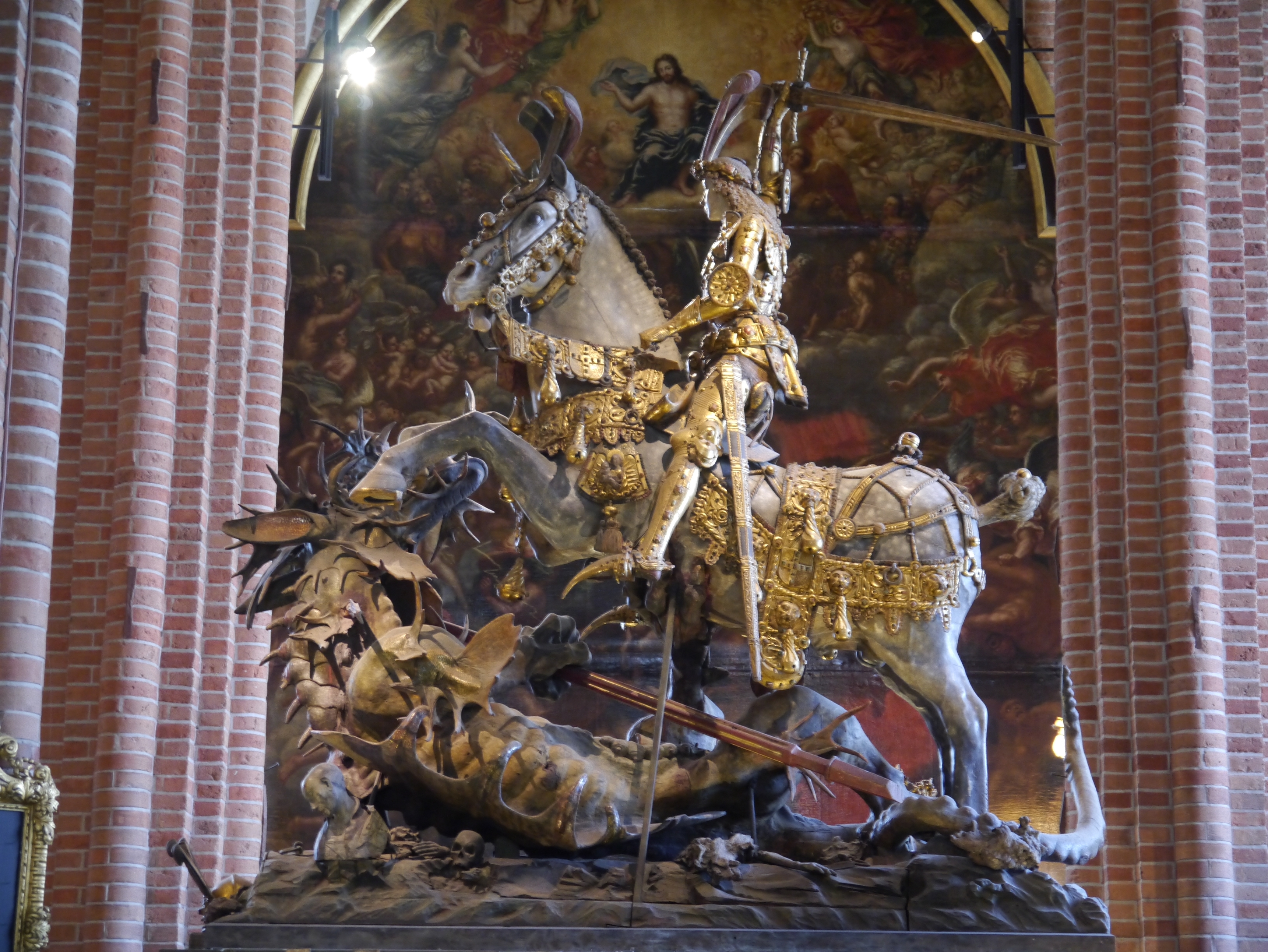
Vista del costat esquerre

## Rèpliques

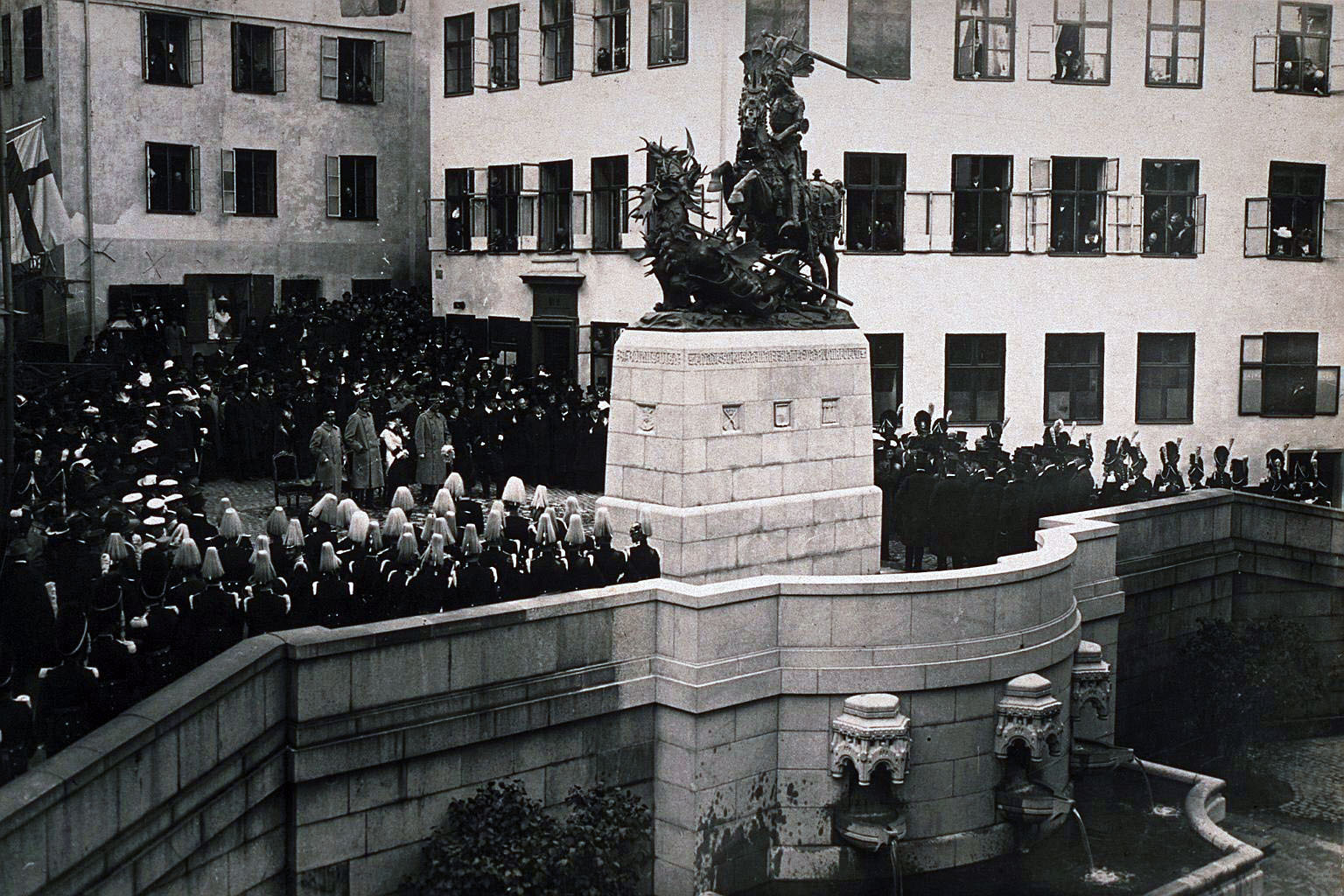
Inauguració el 1912 de la rèplica de bronze

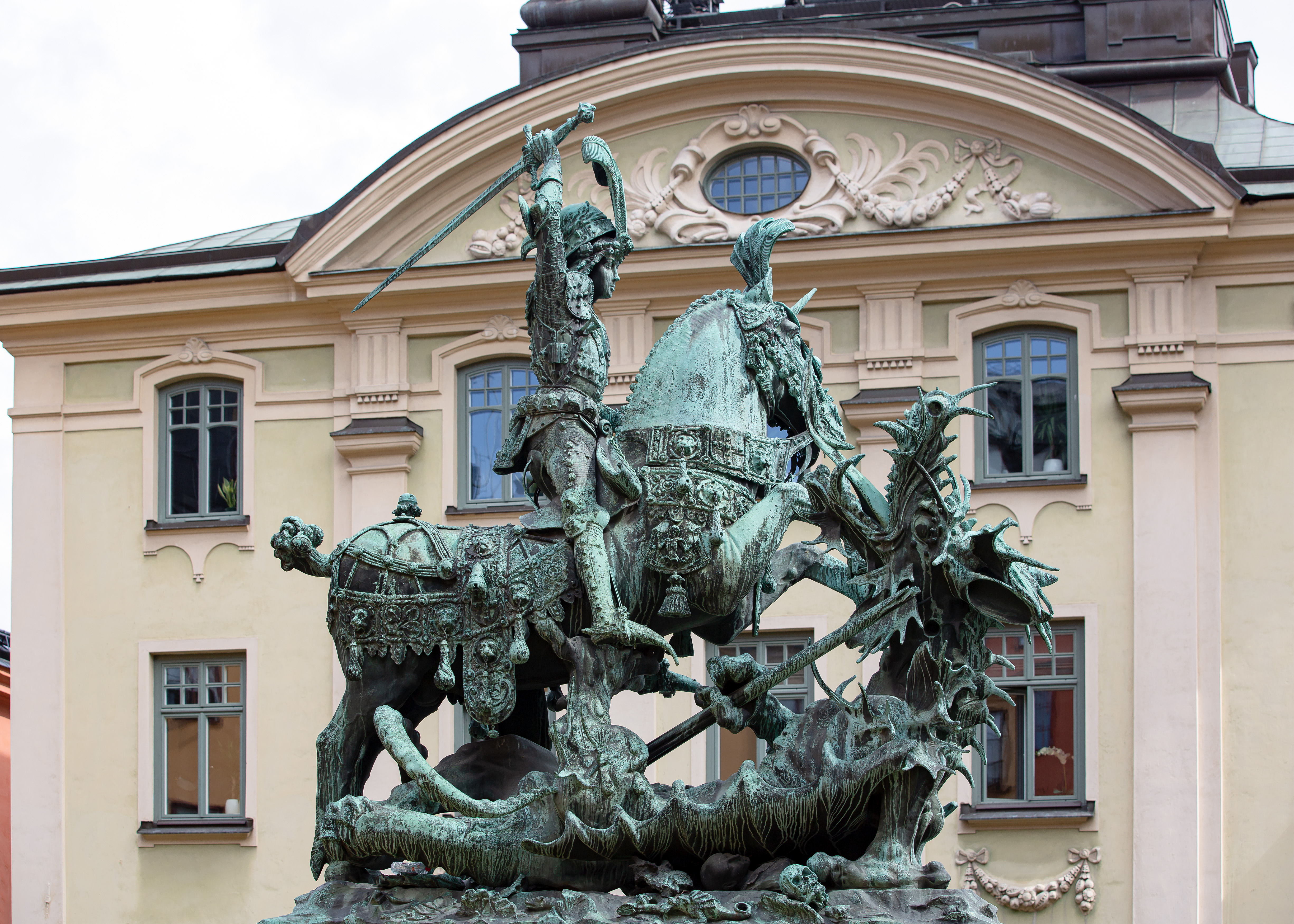
La rèplica al Köpmantorget el 2019

Es va fer una rèplica de bronze el 1912, obra d'Otto Meyer a partir d'un motlle de l'original per a ser col·locada al Köpmantorget a la mateixa ciutat d'Estocolm. La princesa es va afegir al conjunt escultòric un any més tard, el 1913. Es tracta d'una escultura de 4 x 4,1 x 1,5 metres instal·lada sobre un pedestal de granit de 3,6 x 4,8 x 1,6 metres on s'hi pot llegir la inscripció "La gesta de Sant Jordi va inspirar els suecs durant la Batalla de Brunkeberg. La imatge de Sant Jordi ens fan recordar la victòria de Suècia". La iniciativa per a instal·lar una rèplica del famós conjunt va ser del membre de la Reial Acadèmia Sueca de les Arts, Carl Oscar Moller (1857 - 1933). El finançament va ser una donació feta per l'industrial i mecenes de l'art públic, Hjalmar Wicander (1860-1939).
Hi ha una còpia d'aquesta escultura, sense el pedestal i les seves imatges de la vida del sant, a l'església de Santa Caterina de Lübeck, actualment convertida en museu. Carl Georg Heise, qui havia atribuït l'autoria d'obres de Notke, va concebre el 1926 la transformació de l'església de Santa Caterina en un museu, i va tenir la visió d'una sala amb una mostrés a Lübeck l'art escultòric de tota la regió Bàltica. La reproducció en guix del "Sant Jordi i el Drac" de Bernt Notke és una mostra d'aquesta voluntat.